# Хоменко, Николай Григорьевич
Николай Григорьевич Хоменко (20 июня 1934, село Курень, Бахмачский район, Черниговская область — 19 августа 2014, Киев) — советский украинский партийный и государственный деятель, депутат Верховного Совета УССР X, XI созывов (1982—1990), депутат Верховной Рады Украины I созыва (1990—1994), секретарь Администрации президента Украины (1991—1994).

## Биография
Родился 20 июня 1934 года в селе Курень, Бахмачского района, Черниговской области. Окончил Украинский заочный политехнический институт по специальности инженер-электрик, Академию общественных наук при ЦК КПСС.
С 1953 года работал электромонтером Шосткинского производственного объединения «Десна». Затем проходил службу в рядах Советской Армии. Был секретарём комитета ЛКСМУ Шосткинского ПО «Десна».
Член КПСС с 1962 года, кандидат в члены ЦК КПУ.
С 1962 года — первый секретарь Шосткинского ГК ЛКСМУ. С 1964 года — инструктор ЦК ЛКСМУ. С 1965 года — первый секретарь Сумского ОК ЛКСМУ. С 1971 года — заместитель заведующего отделом пропаганды и агитации Сумского ОК КПУ. С 1973 года — первый секретарь Ямпольского РК КПУ. С 1975 года — заведующий отделом организационной и партийной работы, второй секретарь Сумского ОК КПУ.
В 1982—1990 годах — депутат Верховного Совета УССР X, XI созывов; секретарь Президиума Верховного Совета УССР.
В 1991—1994 годах — депутат Верховной Рады Украины I созыва; руководитель Секретариата Верховной Рады Украины; член комиссий Верховной Рады Украины мандатной и по депутатской этике.
С 13 декабря 1991 по 15 июня 1994 года — секретарь Администрации президента Украины.
Умер 19 августа 2014 года.

## Награды
- Три ордена Трудового Красного Знамени.
- Орден "Знак Почёта".
- Пять медалей.